# Där mitt hjärta slår
Där mitt hjärta slår är en dokumentärfilm från år 2012, regisserad och producerad av den svensk-kurdiska journalisten Khazar Fatemi. År 1989 flydde Khazar Fatemi och hennes familj, som är av kurdisk börd, det krigshärjade Afghanistan där de hade gömt sig efter flykten från Iran sju år tidigare. 20 år senare återvände hon till Afghanistan som journalist för att dokumentera hur vanliga människors liv påverkats av de krig som drabbat landet.
Filmen har visats på SVT, tyska ZDF och kommer snart att visas på BBC.